# Kroatien i Eurovision Song Contest 2016

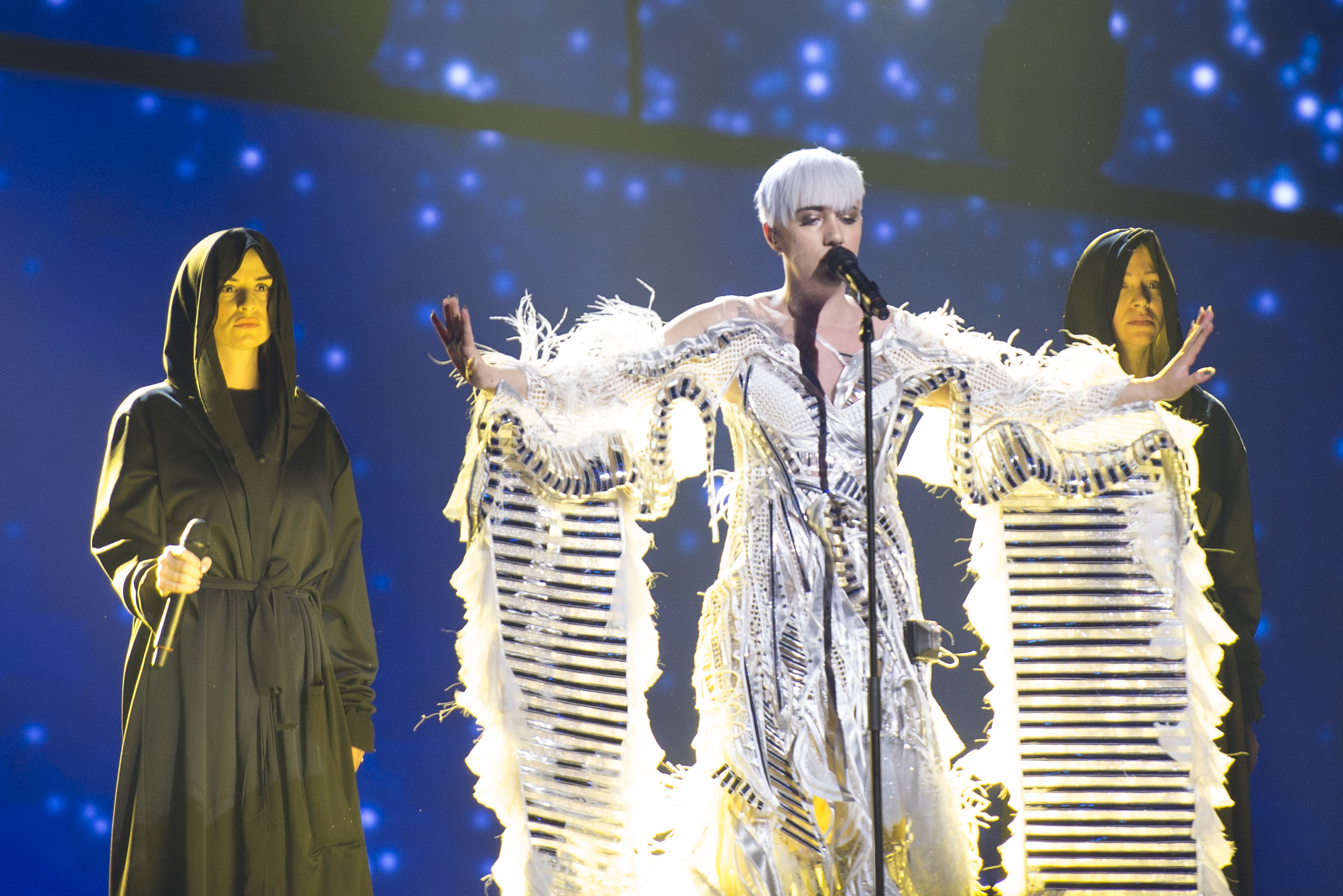
Nina Kraljić under en repetition före den första semifinalen av Eurovision Song Contest 2016 i Stockholm.

Kroatien deltog i Eurovision Song Contest 2016 i Stockholm i Sverige. Landet representerades av Nina Kraljić med låten "Lighthouse".

## Bakgrund
Den 26 november 2015 bekräftade HRT sitt deltagande. Kroatien återvände efter 2 års frånvaro från tävlingen.

## Format
HRT meddelade att man skulle välja sitt bidrag genom internval. Ryktet om att Nina Kraljić skulle representera landet kom någon vecka efter finalen 2015. Den 24 februari bekräftades det att Nina skulle representera Kroatien. Låten "Lighthouse" presenterades den 9 mars 2016. 

## Under ESC
Kroatien deltog i SF1 där de senare nådde finalen. I finalen hamnade de på 23:e plats med 73p.